# 헨리 드레이퍼 목록
헨리 드레이퍼 목록(Henry Draper Catalog)은 천구에 있는 항성들의 위치, 밝기, 분광형을 기록한 목록이다. HD 항성 목록, HD 성표로 줄여 부르기도 한다.

## 개요
1882년 사망한 헨리 드레이퍼의 미망인이 자금을 지원, 1918년에서 1924년까지 하버드 대학교 천문대의 에드워드 찰스 피커링 지도 아래 여성 천문학자 애니 점프 캐넌과 보조인원 수 명의 협동 작업으로 만들었으며, 목록은 헨리 드레이퍼의 공적을 기려 그의 이름을 붙었다. 총 9권으로, 북반구와 남반구 하늘 전체에 있는 별들을 OBAFGKM으로 대표되는 하버드 항성분류법을 이용해 총망라하였으며, 겉보기 등급 +9 이하의 별들 22만 5천 3백개를 수록하였다.
이 목록은 현대 천문학사에서 항성 관측자료의 근간을 마련하였으며, 근대적 분광 천문학의 주춧돌 역할을 했다는 평가를 받고 있다.

## 증보
애니 캐넌이 어두운 별들을 추가하여 40만 개의 별을 수록한 10권 분량의 증보판을 1936년에 발간했으며, 캐넌이 사망한 후 마가렛 W. 마얄이 목록을 추가하여 '애니 캐넌 추모판'(Annie J. Cannon Memorial)을 발간하였다.